# سزار (دهانه)
سزار یک دهانه برخوردی در ماه‌ است. این دهانه را به‌نام ژولیوس سزار نامگذاری کرده‌اند.